# Episodi di Motive (seconda stagione)
La seconda stagione della serie televisiva Motive è stata trasmessa sul canale canadese CTV dal 6 marzo al 29 maggio 2014.
In Italia è stata trasmessa su Premium Crime dal 28 settembre 2014.
| nº | Titolo originale        | Titolo italiano             | Prima TV Canada | Prima TV USA   | Prima TV Italia   |
| -- | ----------------------- | --------------------------- | --------------- | -------------- | ----------------- |
| 1  | Raw Deal                | Suicidio Apparente          | 6 marzo 2014    | 21 maggio 2014 | 28 settembre 2014 |
| 2  | They Made Me a Criminal | L'amore di una madre        | 13 marzo 2014   | 28 maggio 2014 | 5 ottobre 2014    |
| 3  | Overboard               | Scambio di identità         | 20 marzo 2014   | 4 giugno 2014  | 12 ottobre 2014   |
| 4  | Deception               | Illusioni                   | 27 marzo 2014   | 11 giugno 2014 | 19 ottobre 2014   |
| 5  | Dead End                | Vicolo cieco                | 3 aprile 2014   | 18 giugno 2014 | 26 ottobre 2014   |
| 6  | Bad Blonde              | Una bionda assassina        | 10 aprile 2014  | 25 giugno 2014 | 2 novembre 2014   |
| 7  | Pitfall                 | Caduta libera               | 17 aprile 2014  | 9 luglio 2014  | 9 novembre 2014   |
| 8  | Angels with Dirty Faces | Angeli con la faccia sporca | 24 aprile 2014  | 16 luglio 2014 | 16 novembre 2014  |
| 9  | Abandoned               | Abbandonata                 | 1 maggio 2014   | 23 luglio 2014 | 23 novembre 2014  |
| 10 | Nobody Lives Forever    | Nessuno vive per sempre     | 8 maggio 2014   | 30 luglio 2014 | 30 novembre 2014  |
| 11 | A Bullet for Joey       | Un proiettile per Joey      | 15 maggio 2014  | 13 agosto 2014 | 7 dicembre 2014   |
| 12 | Kiss of Death           | Il bacio della morte        | 22 maggio 2014  | 20 agosto 2014 | 14 dicembre 2014  |
| 13 | For You I Die           | Muoio per te                | 29 maggio 2014  | 27 agosto 2014 | 21 dicembre 2014  |

## Suicidio apparente
- Titolo originale: Raw Deal
- Diretto da: David Frazee
- Scritto da: Dennis Heaton

### Trama
I detective Flynn e Vega indagano su un ragazzo suicida, Kevin Carpenter, appena tornato da un viaggio in Thailandia, trovato morto nella vasca da bagno di un motel con le vene tagliate. Sospettano subito che possa trattarsi di omicidio e cercano di trovare un collegamento tra la morte di Kevin e quella di un altro "apparente suicida", John Chissolm. Nel frattempo, la squadra omicidi del Dipartimento di Polizia Metropolitana ha un nuovo comandante, il sergente Mark Cross, un ex detective sotto copertura dalla presenza carismatica e legato al misterioso passato di Angie.

## L'amore di una madre
- Titolo originale: They made me a Criminal
- Diretto da: Sturla Gunnarsson
- Scritto da: Sarah Dodd

### Trama
La vittima è Dustin, un giovane spacciatore che viene trovato morto a casa Balfour. Il proprietario sostiene che il ragazzo si è introdotto in casa per rubare e lui, per legittima difesa, lo ha ucciso.

## Scambio di Identità
- Titolo originale: Overboard
- Diretto da: Mairzee Almas
- Scritto da: Katherine Collins

### Trama
Damian, un ex militare delle forze speciali, ruba l'identità di un ex commilitone e si spaccia per cameriere a una festa. Lì uccide Alicia, l'amante di Kurt Taylor, e cerca di incastrare lo stesso Kurt. 